# Henri de Lagrevol
Pour les articles homonymes, voir Lagrevol (homonymie).
Henri de Lagrevol, né le 10 octobre 1905 à Yssingeaux et mort le 3 mars 1980 à Zouk Mikael (Liban), est un jésuite écrivain et enseignant français.
Il a fait la plus grande partie de sa carrière d'enseignant comme professeur au collège Notre-Dame de Jamhour de Beyrouth.

## Biographie

### Famille
Henri Antoine Jules de Lagrevol appartient à une famille catholique dont les titres de noblesse remontent au XIIIe siècle. Ses parents sont Louis Hippolyte de Lagrevol, avocat à Yssingeaux (1860-1936) et Marie Joséphine Rosalie Buisson (1871-1928), mariés en 1888 à Lalouvesc ; Marie Buisson est elle-même la fille de Julie Eulalie de Lagrevol. Henri est le seul garçon d'une fratrie de cinq enfants, et deux de ses sœurs sont également entrées en religion,,. Par sa mère, il descend de la famille Buisson de Lalouvesc qui, sous la Terreur, a caché les reliques de saint Jean-François Régis ; il est l'arrière-petit-neveu et le petit-neveu de plusieurs Jésuites ayant vécu dans la Province du Proche-Orient, dont François-Régis Buisson, mort à Beyrouth en 1891.

### Études
Élève du collège jésuite Notre-Dame-de-Mongré, il entre au noviciat des pères jésuites à Lyon-Fourvière le 16 mai 1924. Il poursuit des études littéraires à l'annexe du collège Saint-Marc à Sainte-Foy-lès-Lyon et à Moulins-Yzeure de 1926 à 1928, avant de séjourner une première fois à Beyrouth, au collège secondaire de l'Université Saint-Joseph, où il est surveillant et enseigne en classe de 3e pendant deux ans. En 1934, il entreprend des études philosophiques au scolasticat de la maison Saint-Louis des jésuites sur l'île de Jersey et au noviciat de la province ecclésiastique de Toulouse à Vals-près-le-Puy. Il poursuit avec des études théologiques au théologat des jésuites de Fourvière (1934-1938). Il est ordonné prêtre le 21 juin 1937.

### 1937-1944
De 1937 à 1939, Lagrevol collabore à la revue Jésuites Missionnaires, dont il devient rédacteur en chef en 1938. Il est mobilisé au début de la Seconde Guerre mondiale en tant qu'aumônier militaire. Après l'Armistice, il revient à Mongré pour sa troisième année de noviciat. Sous le régime de Vichy, où les Jésuites sont partagés entre « collaboration spirituelle » et « résistance spirituelle » (Philippe Rocher), il est affecté comme aumônier des groupements et de l'école des chefs des Chantiers de la jeunesse française pour la Province de Provence. Il prononce ses derniers vœux le 2 février 1942 à Avignon.

### Enseignement
De 1944 à 1962, Lagrevol est professeur d'humanités en classe de seconde au collège Saint-Marc de Lyon. Il retourne au Liban en 1962 pour devenir professeur de littérature française, de latin et d'éducation religieuse des classes de seconde au collège Notre-Dame de Jamhour de Beyrouth ; il restera au Liban jusqu'à sa mort en 1980, à 74 ans.

## Écrits
Les écrits de Lagrevol abordent plusieurs genres : pédagogie, réflexions philosophiques, religieuses et spirituelles, notes autobiographiques, essais, romans d'aventures,,, nouvelles et contes. Ainsi que l'a exprimé Nidaa Abou Mrad, « tous ses textes sont habités par la quête de l'illumination christique ».
Il écrit principalement pour les revues catholiques et jésuites, Jésuites Missionnaires, Cité Nouvelle,  Études (1954), Le Croisé (ex-Revue Rose des années 1930, organe de la Croisade eucharistique, Toulouse), L'Enseignement chrétien (1957-1960)…
Il alimente de ses écrits les revues des établissements scolaires où il enseigne, Trait d'Union de Mongré (1937), Revue de Sainte-Hélène à Lyon (1944-1962), Nous à Beyrouth.
De 1941 à 1944, il fournit plusieurs textes à la Revue des Chantiers de Jeunesse, surtout des contes destinés à renforcer la foi des jeunes en service obligatoire et les aider à dépasser les difficiles conditions morales et matérielles dans lesquelles ils vivent, à Sources… éléments de travail pour les chefs des Chantiers de la jeunesse, ou à Monde ouvrier.

## Hommages
Le jubilé du cinquantenaire de vie religieuse du R.P. de Lagrevol a été célébré à Jamhour au mois de mai 1974. Pedro Arrupe, supérieur général de la Compagnie de Jésus, qui lui avait rendu visite à Beyrouth à Noël 1966, lui envoie ses vœux à cette occasion.
En souvenir de leur professeur, plusieurs anciens élèves, dont Hubert Sacy et Roland Tomb, lui ont rendu hommage après sa mort,.
Le 4 janvier 2020 au centre culturel de Jamhour, une cérémonie en hommage au Père de Lagrevol a réuni une partie de ses anciens élèves et la direction du collège Notre-Dame de Jamhour,.